# Carlo di Navarra (principe 1397)
Carlo di Navarra Karlos in basco, Charles in francese e in inglese, Carles in catalano, Carlos in portoghese, in galiziano,  in aragonese, in spagnolo e in asturiano, Karl in tedesco e Karel in fiammingo (Pamplona, 15 agosto 1397 – Estella, 12 agosto 1402) principe di Navarra fu erede al trono, dal 1398 alla sua morte.

## Origine[1][2][3]
Figlio maschio primogenito del re di Navarra, conte d'Évreux e duca di Nemours, Carlo III di Navarra detto il Nobile e di Eleonora Enriquez, figlia secondogenita del re di Castiglia e León, Enrico II di Trastamara  e di Giovanna Manuele figlia ultimogenita dello scrittore e uomo politico, Giovanni Manuele di Castiglia, duca di Penafiel (discendente di Ferdinando III di Castiglia, che era suo nonno, mentre Alfonso X di Castiglia era suo zio) e della sua terza moglie, Bianca de la Cerda (1311-1347), figlia di Fernando de la Cerda (1272-1333) e di Giovanna Núñez di Lara (1286-1351), detta la Palomilla.

## Biografia
La sua nascita arrivò dopo ventidue anni di matrimonio e rappresentò la speranza della dinastia di Évreux di continuare a sedere sul trono di Navarra.
Nel 1398, all'età di circa un anno, Carlo fu solennemente insignito del titolo di erede al trono.
L'infante però morì ancora bambino, il 12 agosto 1402, nel castello di Estella; a Carlo mancavano 3 giorni per compiere il quinto anno di età.
Carlo fu tumulato a Pamplona, nella locale cattedrale.
L'anno prima, era nato anche un secondo figlio maschio, Luigi, che fece appena in tempo a divenire il nuovo erede del trono di Navarra, che poco dopo, il 14 ottobre 1402, morì, all'età di circa un anno.
La sorella primogenita, Giovanna, divenne la nuova erede al trono, e dopo che a Olite, il 12 novembre 1402, aveva sposato, l'erede della contea di Foix, Giovanni I (1383-1436) un mese dopo fu dichiarata ufficialmente erede al trono di Navarra.
La corona di Navarra passò infine, nel 1425, all'altra sorella, Bianca, che in seconde nozze aveva sposato Giovanni, del casato dei Trastámara e futuro re della corona d'Aragona.

## Ascendenza
|                        |                         |                                | Genitori                         |  |  | Nonni |  |  | Bisnonni               |  |  | Trisnonni      |  |
|                        |                         |                                |                                  |  |  |       |  |  | Filippo III di Navarra |  |  | Luigi d'Évreux |  |
|                        |                         |                                |                                  |  |  |       |  |  | Filippo III di Navarra |  |  | Luigi d'Évreux |  |
|                        |                         | Margherita d'Artois            |                                  |  |  |       |  |  | Filippo III di Navarra |  |  |                |  |
| Carlo II di Navarra    |                         |                                |                                  |  |  |       |  |  | Filippo III di Navarra |  |  |                |  |
|                        |                         | Giovanna II di Navarra         | Luigi X di Francia               |  |  |       |  |  |                        |  |  |                |  |
|                        |                         | Giovanna II di Navarra         | Luigi X di Francia               |  |  |       |  |  |                        |  |  |                |  |
|                        |                         | Giovanna II di Navarra         | Margherita di Borgogna           |  |  |       |  |  |                        |  |  |                |  |
| Carlo III di Navarra   |                         | Giovanna II di Navarra         |                                  |  |  |       |  |  |                        |  |  |                |  |
|                        |                         | Giovanni II di Francia         | Filippo VI di Francia            |  |  |       |  |  |                        |  |  |                |  |
|                        |                         | Giovanni II di Francia         | Filippo VI di Francia            |  |  |       |  |  |                        |  |  |                |  |
|                        |                         | Giovanni II di Francia         | Giovanna di Borgogna             |  |  |       |  |  |                        |  |  |                |  |
| Giovanna di Valois     |                         | Giovanni II di Francia         |                                  |  |  |       |  |  |                        |  |  |                |  |
|                        |                         | Bona di Lussemburgo            | Giovanni I di Boemia             |  |  |       |  |  |                        |  |  |                |  |
|                        |                         | Bona di Lussemburgo            | Giovanni I di Boemia             |  |  |       |  |  |                        |  |  |                |  |
|                        |                         | Bona di Lussemburgo            | Elisabetta di Boemia             |  |  |       |  |  |                        |  |  |                |  |
| Carlo di Navarra       |                         | Bona di Lussemburgo            |                                  |  |  |       |  |  |                        |  |  |                |  |
|                        | Alfonso XI di Castiglia | Ferdinando IV di Castiglia     |                                  |  |  |       |  |  |                        |  |  |                |  |
|                        | Alfonso XI di Castiglia | Ferdinando IV di Castiglia     |                                  |  |  |       |  |  |                        |  |  |                |  |
|                        | Alfonso XI di Castiglia | Costanza del Portogallo        |                                  |  |  |       |  |  |                        |  |  |                |  |
| Enrico II di Castiglia | Alfonso XI di Castiglia |                                |                                  |  |  |       |  |  |                        |  |  |                |  |
|                        |                         | Eleonora di Guzmán             | Pedro Núñez di Guzmán            |  |  |       |  |  |                        |  |  |                |  |
|                        |                         | Eleonora di Guzmán             | Pedro Núñez di Guzmán            |  |  |       |  |  |                        |  |  |                |  |
|                        |                         | Eleonora di Guzmán             | Giovanna Fernández Ponce de León |  |  |       |  |  |                        |  |  |                |  |
| Eleonora di Castiglia  |                         | Eleonora di Guzmán             |                                  |  |  |       |  |  |                        |  |  |                |  |
|                        |                         | Giovanni Emanuele di Castiglia | Manuele di Castiglia             |  |  |       |  |  |                        |  |  |                |  |
|                        |                         | Giovanni Emanuele di Castiglia | Manuele di Castiglia             |  |  |       |  |  |                        |  |  |                |  |
|                        |                         | Giovanni Emanuele di Castiglia | Beatrice di Savoia               |  |  |       |  |  |                        |  |  |                |  |
| Giovanna Manuele       |                         | Giovanni Emanuele di Castiglia |                                  |  |  |       |  |  |                        |  |  |                |  |
|                        |                         | Bianca de La Cerda y Lara      | Fernando de la Cerda             |  |  |       |  |  |                        |  |  |                |  |
|                        |                         | Bianca de La Cerda y Lara      | Fernando de la Cerda             |  |  |       |  |  |                        |  |  |                |  |
|                        |                         | Bianca de La Cerda y Lara      | Giovanna Núñez de Lara           |  |  |       |  |  |                        |  |  |                |  |
|                        |                         | Bianca de La Cerda y Lara      |                                  |  |  |       |  |  |                        |  |  |                |  |